# Ryu Okada
Ryu Okada (岡田 隆, Okada Ryu) est un footballeur japonais né le 10 avril 1984. Il évolue au poste de milieu de terrain.

## Palmarès
- Vainqueur de la Coupe de la Ligue japonaise en 2010 avec le Júbilo Iwata
- Vainqueur de la Coupe Suruga Bank en 2011 avec le Júbilo Iwata